# Oggi ti amo di più
Oggi ti amo di più — сборник итальянской певицы Мины, выпущенный в 1988 году на лейбле PDU.

## Об альбоме
Альбом представляет собой сборник самых романтических песен певицы. Релиз его состоялся в преддверии дня святого Валентина.
Специально для альбома Мина перезаписала песни «E se domani» и «Il cielo in una stanza» в акустической версии при участии пианиста Ренато Селлани.
Пластинка заняла первое место в еженедельном альбомном чарте Италии, в годовом она стала 21.

## Список композиций
| №   | Название                            | Автор(ы)                                    | Длительность |
| --- | ----------------------------------- | ------------------------------------------- | ------------ |
| 1.  | «Grande, grande, grande»            | Альберто Теста, Тони Ренис                  | 4:00         |
| 2.  | «L’importante è finire»             | Кристиано Мальджольо, Альберто Анелли       | 3:20         |
| 3.  | «Ancora ancora ancora»              | Кристиано Мальджольо, Джан Пьетро Фелисатти | 4:19         |
| 4.  | «E se domani»                       | Джорджо Калабрезе, Карло Альберто Росси     | 2:17         |
| 5.  | «Ahi, mi' amor»                     | Паоло Лимити, Жуан Мануэль Серрат           | 6:16         |
| 6.  | «Amor mio»                          | Могол, Лучо Баттисти                        | 4:48         |
| 7.  | «Io e te da soli»                   | Могол, Лучио Баттисти                       | 4:31         |
| 8.  | «Bugiardo e incosciente (La tieta)» | Паоло Лимити, Жуан Мануэль Серрат           | 6:18         |
| 9.  | «E poi…»                            | Андреа Ло Веккьо, Шел Шапиро                | 4:49         |
| 10. | «Il cielo in una stanza»            | Джино Паоли                                 | 2:18         |
| 11. | «Emozioni»                          | Могол, Лучо Баттисти                        | 4:36         |
| 12. | «Vorrei che fosse amore»            | Антонио Амурри, Бруно Канфора               | 2:26         |

## Чарты
| Чарт (1988)              | Высшая позиция |
| ------------------------ | -------------- |
| Италия (Musica e dischi) | 1              |

| Чарт (1988)              | Позиция |
| ------------------------ | ------- |
| Италия (Musica e dischi) | 21      |